# South Russell (Ohio)
South Russell es una villa ubicada en el condado de Geauga en el estado estadounidense de Ohio. En el Censo de 2010 tenía una población de 3810 habitantes y una densidad poblacional de 383,79 personas por km².

## Geografía
South Russell se encuentra ubicada en las coordenadas 41°26′2″N 81°19′41″O / 41.43389, -81.32806. Según la Oficina del Censo de los Estados Unidos, South Russell tiene una superficie total de 9.93 km², de la cual 9.72 km² corresponden a tierra firme y (2.06%) 0.2 km² es agua.

## Demografía
Según el censo de 2010, había 3810 personas residiendo en South Russell. La densidad de población era de 383,79 hab./km². De los 3810 habitantes, South Russell estaba compuesto por el 97.51% blancos, el 0.37% eran afroamericanos, el 0.05% eran amerindios, el 1.18% eran asiáticos, el 0.1% eran isleños del Pacífico, el 0.05% eran de otras razas y el 0.73% pertenecían a dos o más razas. Del total de la población el 0.81% eran hispanos o latinos de cualquier raza.